# Милютин, Владимир Павлович
Влади́мир Па́влович Милю́тин (24 октября (5 ноября) 1884, дер. Александрово, Льговский уезд, Курская губерния — 30 октября 1937, Москва) — советский государственный деятель, народный комиссар земледелия в первом Советском правительстве (1917), последний нарком — управляющий Центрального статистического управления СССР (1928—1930).
Член РСДРП с 1903 года, сначала меньшевик, с 1910 года большевик. Член ЦК РСДРП(б) (апрель 1917 — март 1918), кандидат в члены ЦК РКП(б) (1920—1922), член Центральной контрольной комиссии ВКП(б) (1924—1934). Член ВЦИК с июня 1917.

## Биография
Родился в семье сельского учителя Павла Вячеславовича Милютина в деревне Александрово Курской губернии. Мать, Юлия Николаевна Языкова, дальняя родственница поэта Языкова (старше мужа на 10 лет, за революционные убеждения в 1905 году лишена права заниматься педагогической деятельностью). В семье было 6 детей.
Когда он подрос, родители отдали его учиться в Курское реальное училище, которое он окончил в 1903 году. Тогда же поступил на юридический факультет Петербургского университета, через год выслан из столицы, позже учился в Московском коммерческом институте. Член РСДРП с 1903 года. Вёл партийную работу в Курске, Москве, Орле, Петербурге, Туле.
За революционную деятельность подвергался арестам 8 раз; провёл в тюрьме около 5 лет, из них два года в одиночке (Кресты); 2 раза был в ссылке в Вологодской губернии.
В июне 1914 года добровольно поступил на воинскую службу в качестве вольноопределяющегося императорской армии.
В 1917 году — член Саратовского комитета РСДРП(б), первый председатель Саратовского Совета рабочих и солдатских депутатов
С июля 1917 — товарищ (заместитель председателя) городской думы Петрограда. В октябре 1917 — член Петроградского военно-революционного комитета.
С 21 октября по поручению ЦК РСДРП(б) вместе с Я. Свердловым и И. Сталиным руководил большевистской фракцией II съезда Советов. Избирался членом Учредительного собрания.
В период 25 октября — 4 ноября 1917 года — народный комиссар земледелия РСФСР.
В ноябре 1917 года выступил за создание коалиционного левого правительства и в знак протеста против решения ЦК об однопартийном правительстве подал заявление о выходе из ЦК и СНК. 29 ноября признал ошибочность своих заявлений и отозвал своё заявление о выходе из ЦК.
- ноябрь 1917 года — март 1918 года — заведующий экономическим отделом ВЦИК
- 1918 год — временно исполняющий должность председателя президиума ВСНХ РСФСР (23 марта — 3 апреля)
- 30 ноября 1918 года — 28 мая 1921 года — заместитель председателя президиума ВСНХ РСФСР, член Совета Труда и Обороны (СТО)
- 1921—1922 годы — заместитель председателя Экономического Совещания Северо-Западной области
- 1922—1924 годы — представитель Коминтерна в Австрии и на Балканах
- 1924—1928 годы — член коллегии Наркомата рабоче-крестьянской инспекции СССР
- 1925—1927 годы — заместитель председателя Коммунистической академии
- март 1928 года — январь 1930 года — управляющий ЦСУ СССР, одновременно заместитель Председателя Госплана СССР
- декабрь 1929 года — апрель 1934 года — заместитель Председателя Госплана СССР
- апрель 1934 года — 26 июля 1937 года — Председатель Комитета по заведованию учеными и учебными учреждениями ЦИК СССР

Член ЦИК СССР.
Профессор экономического отделения факультета общественных наук (1919—1923?). Профессор кафедры экономической политики факультета советского права (1926—1928?).
В начале 1930-х годов возглавил критику со стороны президиума Комакадемии философа А. Деборина.
Один из создателей советской статистики. В его публикациях исследовались главные черты проведённой в стране национализации промышленности, подчёркивалось значение рабочего контроля и национализации как основных мероприятий в становлении нового способа производства.
26 июля 1937 года арестован. 29 октября 1937 года приговорён к смертной казни за принадлежность к контрреволюционной организации «правых» по ст. 58-8 и 58-11 УК РСФСР. 30 октября 1937 года расстрелян.
Реабилитирован в 1956 году.

## Труды
- «Сколько стоит война и кто должен расплачиваться за неё» (1917)
- «Сельскохозяйственные рабочие и война» (1917)
- «Зачем нам нужна демократическая республика» (1917)
- «Земельный вопрос в России» (1918)
- «Современное экономическое развитие России и диктатура пролетариата (1914—1918 гг.)» (1918)
- «Социализм и сельское хозяйство» (1919)
- «Народное хозяйство Советской России. Краткий очерк организации управления и положения промышленности Советской России» (1920)
- «Основные задачи восстановления народного хозяйства. К VIII съезду Советов» (1920)
- «Новый период мировой экономики: курс лекций по экономике переходного периода» (1923)
- «Теоретическая работа коммунистов в 1924 г.» (1925)
- «Аграрная политика в СССР» (1926)
- Учебное пособие «Основы советской экономической политики» (1926)
- «История экономического развития СССР» (1928)

## Память
В 1932 году именем В. П. Милютина был назван бывший Сад Межевой канцелярии на Покровском бульваре в Москве. Милютинским сад называется по сей день и является популярным местом отдыха москвичей, живущих в районе; кроме того, он является памятником регионального значения.